# آبشار مک‌نیلی
آبشار مک‌نیلی (به انگلیسی: McNeilly Falls) آبشاری است که در همیلتون (انتاریو)، کانادا واقع شده و ارتفاع کلی ریزشگاه آن ۱۲ متر (۳۹ فوت) است.